# Macintosh

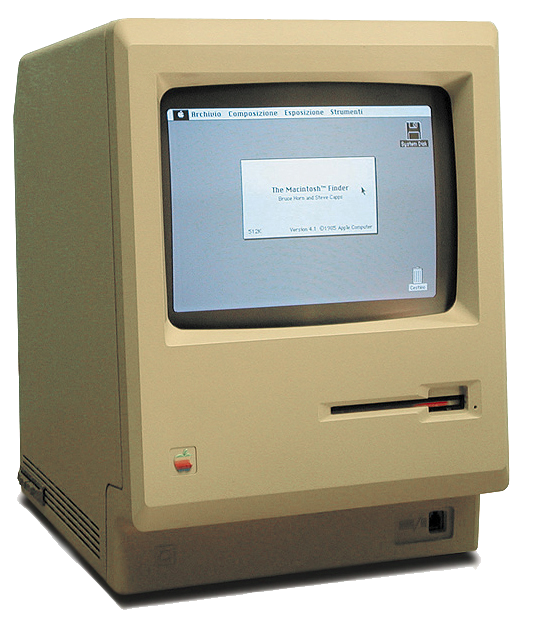
Перший Macintosh (Macintosh 128K)

Macintosh або Mac — це лінія персональних комп'ютерів, які розробляє та продає компанія Apple Inc.
Таку назву лінія отримала завдяки сорту яблук Макінтош. Перший комп'ютер цієї лінії був випущений 24 січня 1984. Це був перший комерційно успішний персональний комп'ютер, що базувався на графічному інтерфейсі та використовував мишу замість інтерфейсу командного рядка. Компанія Apple Computer самостійно розробляє операційну систему для цієї платформи — Mac OS X. Зараз в лінії Macintosh 6 моделей, що розрізняються цільовою направленістю. Персональні комп'ютери для домашнього використання Mac mini та iMac, робоча станція Mac Pro, ноутбуки — MacBook MacBook Pro та MacBook Air.

## Історія
Перший Mac випустили 24 січня 1984 року. Це був перший популярний персональний комп'ютер, що використовує графічний інтерфейс користувача (винайдений в Xerox PARC) і мишу, замість стандартного на той момент інтерфейсу командного рядка. Незабаром після цього компанія припинила розробку і виробництво Apple II, яке раніше було головним джерелом доходу компанії.
В даний час комп'ютери Macintosh представлені такими серіями продуктів: ноутбуки початкового рівня MacBook, ноутбуки верхнього рівня MacBook Pro, ультрапортативний ноутбук MacBook Air, компактні настільні комп'ютери Mac mini, робочі станції з інтегрованим дисплеєм iMac, робочі станції верхнього рівня MacPro, сервери Xserve. Всередині кожної серії випускається кілька різних конфігурацій.
Історично сімейство Macintosh об'єднує платформи, спочатку створені на базі процесорів Motorola (68000, 68020), згодом замінені на потужніші процесори IBM PowerPC (були використані в моделях комп'ютерів PowerMac), а потім на процесори Intel.
Останні настільні комп'ютери і сервери на базі PowerPC оснащувалися 64-розрядними процесорами G5, а ноутбуки — 32 -розрядними G4. Через великі тепловиділення і споживання енергії процесорами G5, з чим IBM так і не вдалося впоратися, вони так і не знайшли застосування в ноутбуках. Ця проблема, а також нездатність IBM випустити процесори з більшою тактовою частотою, змусили Apple почати пошуки нового постачальника процесорів. Такий постачальник було знайдено, і в 2006 році Apple почав перехід на процесори Intel. До кінця 2006 року вся серія комп'ютерів була переведена на нові процесори, але архітектура Intel в той час підтримувалася операційною системою Mac OS X 10.4 тільки в 32-розрядному режимі.
Дотепер усі моделі оснащуються 64-розрядними процесорами Intel Core 2 Duo та Intel Xeon, попередня версія Mac OS X 10.5 підтримує як 64-розрядний, так і 32-розрядний режими на платформах Intel і PowerPC . Починаючи з версії Mac OS X 10.6, підтримує тільки платформу Intel як середовище для запуску ОС (але підтримка програм PowerPC в режимі емуляції поки залишена). Mac OS Snow Leopard повністю 64-бітна, як і більшість застосунків.
Більшість сучасних застосунків для платформи Mac OS X сумісно з будь-якими платформами Intel і PowerPC, що підтримуються операційною системою, але деякі програми підтримують тільки платформу Intel, а в поодиноких випадках (наприклад, IBM DB2) — тільки 64-розрядну платформу Intel.
Значна відмінність комп'ютерів Macintosh від моделей конкурентів (персональних комп'ютерів на платформі x86 під керуванням Windows) полягає в тому, що Apple повністю контролює як апаратну частину, так і операційну систему. Останнім часом Apple допустила також можливість використання ОС Windows, випустивши утиліту Boot Camp, яка дозволяє встановлювати дану ОС (починаючи з Windows XP SP2) на Маки, і включила цю утиліту в базову поставку Mac OS. Існують також дистрибутиви Linux для платформи Macintosh.

## Сфера застосування
Комп'ютери Macintosh можуть застосовуватися для вирішення таких же завдань, як і IBM PC. Є багатий вибір програмного забезпечення, системного та прикладного, в тому числі Microsoft Office for Mac, Adobe Photoshop та інших відомих програм.
Історично склалося, що комп'ютери Macintosh широко використовуються у сфері комп'ютерної графіки, поліграфії та звукозапису.
Перехід на операційну систему Mac OS X, що належить до сімейства Unix і офіційно отримала сертифікат UNIX 03, значно розширив вибір програмного забезпечення для Macintosh, тому що більшість програм для Unix / Linux, шляхом простої перекомпіляції або після доопрацювання, можуть запускатися і в середовищі Mac OS X.

## Перехід на архітектуру Intel
Зі зміною архітектури з'явилася проблема несумісності команд процесорів: старі програми, написані для процесорів PowerPC, не можуть запускатися на процесорах Intel. Вирішення цієї проблеми ведеться в двох напрямках. Всі нові програми пропонується випускати в рамках стратегії Universal binary, коли один і той же код може запускатися на обох типах процесорів, а отже і на старих, і на нових комп'ютерах Macintosh. Старі ж застосунки запускаються на нових процесорах через спеціальний транслятор команд Rosetta, який переводить команди Intel в PowerPC і назад. Для клієнта цей процес відбувається абсолютно прозоро, хоча і трохи сповільнює роботу програми. Однак транслятор Rosetta має деякі обмеження, головним з яких є те, що з його допомогою можна запускати тільки застосунки, написані спеціально для Mac OS X, тобто створені в середовищі Cocoa або Carbon (версії, розробленої спеціально для Mac OS X), що полегшує перенесення застосунків з попередніх систем). Програми, які перейшли з попередньої версії операційної системи, Mac OS 9 (яку ще називають Classic), тобто не розроблені в середовищі Carbon, не можуть запускатися через транслятор Rosetta, отже, вже не можуть бути запущені на нових процесорах. Але таких застосунків залишилося дуже небагато.
Перехід на процесори Intel значно спростив, а, отже, і прискорив роботу віртуальних машин, на яких запускається Microsoft Windows. Більш того, в наш час[коли?] реалізований проект BootCamp, який дозволяє встановлювати і запускати на Macintosh інші операційні системи і завантажуватися в одну з них. Підтримується робота Windows XP, Windows Vista  і Windows 7 (Home Premium, Professional і Ultimate). Для моделей з 64-бітним процесором підтримується запуск 64-розрядних версій Windows, написані драйвери всіх пристроїв Macintosh для цих операційних систем. Можуть встановлюватися дистрибутиви Linux, що адаптуються незалежно від Apple.[джерело?] При установці ОС проблем не виникає, проте головна проблема в нестачі драйверів.[яких?][джерело?]

## Модельний ряд
Поточний модельний ряд комп'ютерів Macintosh представлений кількома серіями:
|                    | Компактні                                                                             | Персональні | Професійні |
| Настільні          | Mac mini Entry-level; постачається з процесором Apple M2 або Apple M2 Pro             | iMac All-in-one; постачається з 24" дюймовим екраном та процесором Apple M3                                                   | Mac Pro Велика робоча станція. Має можливість апгрейду ОЗУ та постачається з процесором Apple M2 Ultra        |
| Ноутбуки (MacBook) | MacBook Air 13,6″ або 15,3" ультрапортативний ноутбук; використовує процесор Apple M3 | MacBook 13,3″ ноутбук з білою полікарбонатною оболонкою; використовує процесор Intel Core M, знятий з виробництва у 2019 році | MacBook Pro 14" або 16" дюймові професійні ноутбуки. Постачаються з процесорами Apple M3 Pro або Apple M3 Max |
|                    |                                                                                       | | |